# ヴェリブ
ヴェリブ（Vélib'　発音例）とは、フランス・パリ市が提供している自転車貸出システムである。

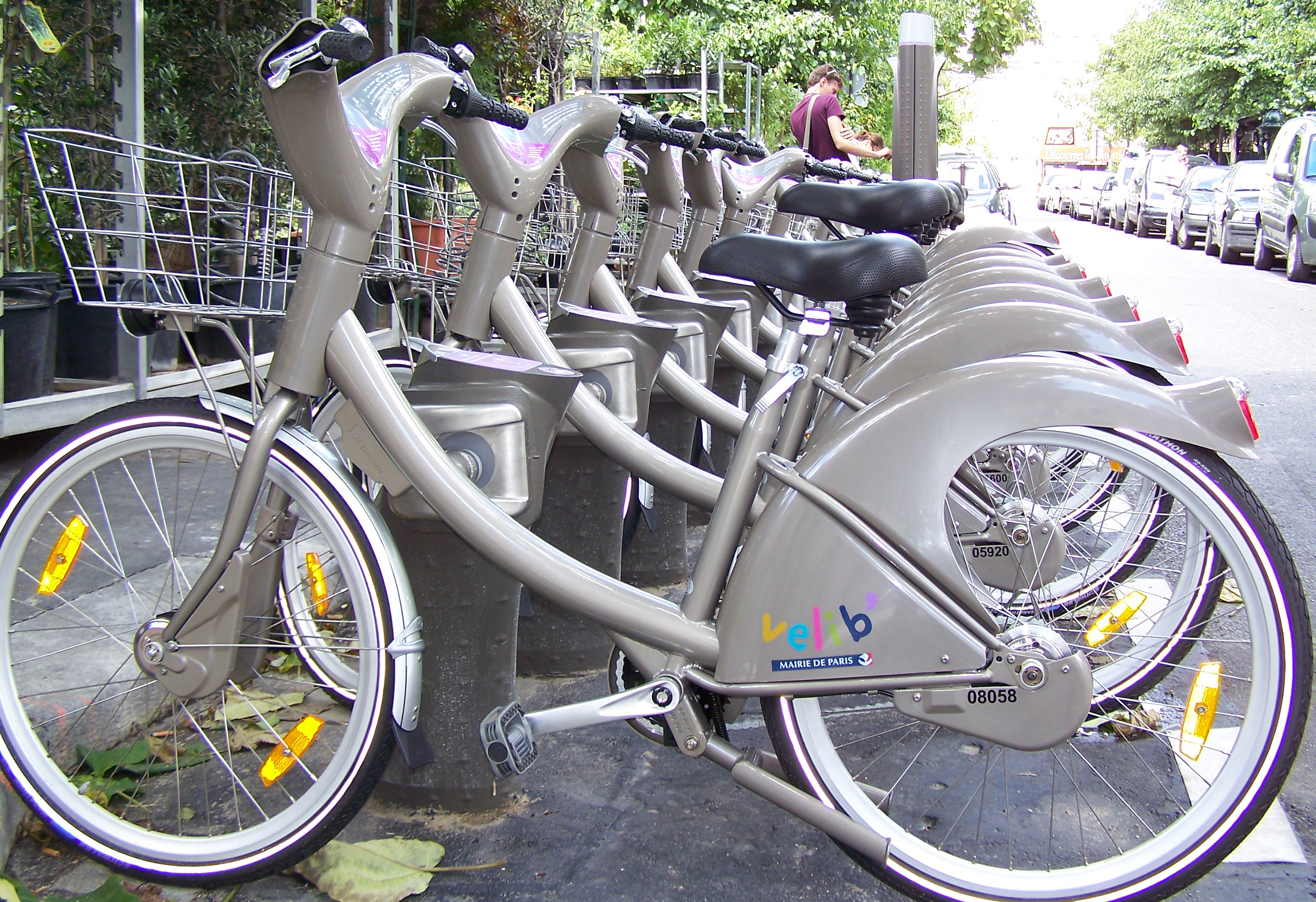
スタシオンに駐輪されている自転車

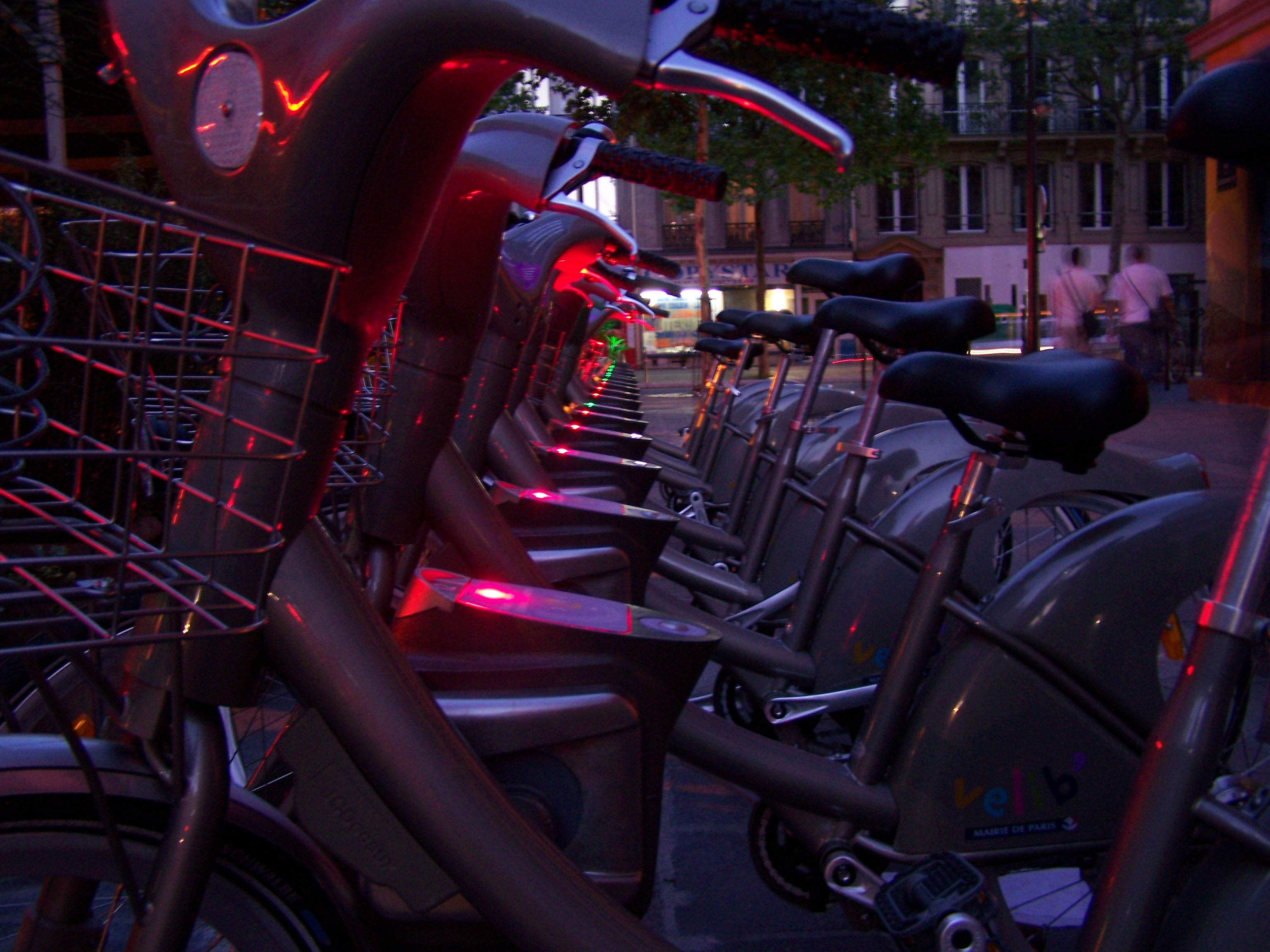
赤に点灯中のpoints d'attache

## 概要
2007年6月13日から、運用に向けたデモンストレーションが行われ、同年7月15日から正式に運用が開始された。ヴェリブとは、フランス語の「vélo」（ヴェロ・自転車）と「libre」（リーブル・自由な）という単語の造語である。導入の主目的はパリ市民の日常の移動手段としてであるが、1日単位の短期利用により、観光客がサイクリングに活用することもできる。24時間無休のサービスを提供し、路上にあるスタシオンと呼ばれる専用の駐輪ポイントにて、利用者自身で貸出・返却を行い、他のあるいは同スタシオンへの返却が可能である。パリ市当局は、ヴェリブの普及により、地球環境に優しい自転車の利用促進を目指している。
開始後1年後の実績としては、利用者がのべ27,500,000人に及び、200,000人が年間パスに登録し、好評を博しており、自転車共有サービスとしては現在、世界最大の規模である。

## ヴェリブの趣旨

### 導入に至る経緯
フランス国内では、自動車の渋滞による公害が問題視されており、首都であるパリ市は、他の都市と比べ特にその問題が深刻化している。従来からパリ市では、この問題に対処するために、路上駐車防止を目的とした地下駐車場の建設、駐車違反の厳重な取り締まり、駐車料金の値上げなどが実施されてきたものの、具体的な成果は表れてこなかった。そこで、パリ市長であるベルトラン・ドラノエは、2001年の就任以来、「Paris respire! - 息ができるパリ」というスローガンを掲げ、夜行バスの都心から郊外への運行、歩道の拡張、バス・タクシー専用レーンの設置、トラム（路面電車）の敷設など、2020年までに、パリ市内の自動車交通量を40%縮小させることを志した大胆な政策の一部としてヴェリブが導入されるに至った。

### 目的
従来は自動車を使っていた市民に、ヴェリブと公共交通機関を積極的に利用してもらうことがヴェリブの目的である。すでに同様のサービスは、2005年5月からリヨン市で、加えてエクサンプロバンス市などでも行われており、いずれの都市も成功を収めているとされる。一方で、世界的な大都市においては史上初の試みであるため、リオデジャネイロやモントリオールなど、各都市の行政関係者の注目を集めている。

### 活用場面
システム導入の目的となった「市民の足」としてだけではなく、観光客にとっての貴重な移動ツールとしても期待されている。また、パリ市は、タクシーの台数が利用者数に比べて不十分であるため、屋外でタクシーを長時間待たなくても、ヴェリブを利用すれば簡単に移動できる、といった活用方法もある。また、ストライキなどで公共交通機関の運行が止まったときや、バスの本数が少ない週末、終電後の深夜などでも重宝である。

### 所有・運用
パリ市はこのシステムの運用に関して、大手広告代理店であるジェーシードゥコー（JCDecaux）が契約することで、同社がパリ市内で優先的に1,600枚の広告パネルを設置できる権利と交換に、システム運営に掛かる経費を負担することになっていた。しかし、ヴェリブの破損・盗難台数が、マルセイユ市やトゥーロン市でJCDecauxが実施する同種事業に比べ突出して多いことから、パリ市の治安上の問題としてJCDecauxが対策を求めた。2009年より、破損・盗難台数が一定数を超えた場合、パリ市が1台あたり400€支払う契約改正が行われた。また、破損・盗難率が多くなった場合、更なる協議が行われることになった。

### 維持管理
維持管理を行っているJCDecauxが各スタシオンを定期的に巡回し、パンクやチェーンの外れの修理といった、車両のメンテナンスを行ったり、オンラインでスタシオンの駐輪状況を確認しながら、満車のスタシオンから自転車を移動し、空車が目立つスタシオンへと補充したりしている。

### 今後の計画
Vélib'導入時は、パリ市内に設置された750ヶ所のスタシオンと計10,648台の自転車でサービスが開始した。1つのスタシオンあたり、15個以上のポワン・ダタッシュ(points d'attache)（または、ボルネット - bornette）と呼ばれる駐輪機が設置されている。2008年4月現在で約1,500ヶ所のスタシオンならびに約2万台の自転車が配備されている。今後、パリ市郊外でさらに300ヶ所のスタシオンと4,500台の自転車をそれぞれ配備する予定である。なお、スタシオンは、300m間隔を目安に設置されている。
なおヴェリブの成功を受けて、パリ市ではオートリブ（Autolib）と呼ばれるカーシェアリングシステムが制動している。

## 料金
利用するためには「年間パス」の申請あるいは「短期チケット」の購入が必要となる。パス申請あるいはチケット購入にあたりそれぞれ期間別の料金と、毎次30分を越える連続使用時に発生する「超過料」を支払う必要がある。なお、利用期間にかかわらず、利用前に、保証金として300€の引き落とし許可が条件となっているが、自転車の紛失や破損など、特別の場合を除いてこの保証額が引き落とされるわけではない。ただし、自転車を24時間以内に返却しない場合は、保証金の一部、あるいは全額を支払う必要があるため注意が必要である。
また、Debitカード利用の場合は、実際に引き落とされる。

### 短期チケット
1日券および1週間券の購入（端末での手持ちのNAVIGOへのチャージまたは券買）
スタシオンにある「Borne（ボルヌ）」と呼ばれる端末で、クレジットカードを使って料金を支払い、利用者コードが印字されたチケット、１日券ならば「Ticket 1 jour」あるいは1週間券ならば「Ticket 7 jours」をそれぞれ購入する。使用できるクレジットカードは、ICチップの付いたカードのみとなっている。また、カード会社もVisa、マスター、JCB、Amexのいずれかの種類のものに限られており、4桁の暗証番号も必要となる。料金はそれぞれ、1日券5ユーロ、1週間券15ユーロとなっており、チケットの有効期間中は自転車の利用に回数制限はない。また、登録中にクレジットカードの暗証番号とは別に「任意の4桁」の暗証番号が求められるが、これはボルヌでの自転車利用や様々なサービスをうける場合に必要なので、忘れないようにしなければならない。また、毎次30分を越える自転車の連続利用には超過料金が別途発生し、チケット購入時に使用したクレジットカードへ請求される。

### 年間パス
年間使用料を手持ちのNAVIGOへチャージまたはCarte Vélib'の購入
所定の申込用紙に記入した上で、必要書類及び所定の支払い方法を添えてヴェリブ事務局へ郵送する。あるいはオフィシャルサイトでの申請となる。手続き後約1週間ほどでカルト・ヴェリブ(Carte Vélib)が届き、レンタルが可能となる。年間契約料は３タイプある。契約料０円で利用時間ごとに料金がかかるタイプや、契約料37ユーロで、毎次30分以内の利用であれば超過料金もかからず期限まで何度でも借りることができるタイプなどがある。また、特定のスタシオンではボーナスの15分を事実上無限に加算できる。メトロやバスの定期券である「Navigo」にチャージするオプションを申し込んだ場合は、任意のスタシオンにて手持ちのNAVIGOを有効にする必要がある。

### 超過料金
利用料金は、電動自転車か非電動かによって異なり、さらに利用した時間によって決められている。 非電動の場合、最初の30分は無料となっているが、29分59秒を過ぎると、30～59分は1ユーロ、60～89分は2ユーロ、その後30分延長するごとに4ユーロの追加料金がかかる。
ヴェリブは短距離の移動手段として導入されており、各スタシオンの自転車不足を防止し少しでも回転効率を高めるため、また自転車の盗難を防止するため、さらに既存の貸し自転車の民業圧迫を防ぐ目的から、長時間利用した場合の料金が高めに設定されている。しかしながら、30分以内に返却し、再度約2分後には自転車を引き抜くことができるので、遠方への移動もこの方法で超過料金がかからないようになっている。
返却時に最寄りのスタシオンに返却用の空きスペースがなかった場合、カードをボルヌの読み取り機に載せるか、チケットに印字されている利用者コードを入力すれば、15分間無料時間が延長される。その際、いずれもカード発行時に決めた任意の4桁の暗証番号を求められる。
なお、標高60m以上にあるスタシオンは空車になりやすいことから、Bonus V'+（ボニュス・ヴェープリュス）と言われるスタシオンにはボーナス特典を設け、この特典付きスタシオンでは返却毎に15分の無料ポイントが得られる。尚この特典は年間パス利用者には事実上無期限に加算していくことができ、高度のある場所への自転車供給を助長している。２つの異なる、あるいは同じBonus V'+同志の移動にはこの特典は適用されないので、ボーナスを得る為には必ずBonus V'+スタシオン以外の自転車を借りなければならない。
超過料例：
| 利用時間 | 30 分間 | 1 時間 | 1 時間 30 分 | 2 時間 | 5 時間 | 10 時間 | 20 時間 |
| 料金     | 無料    | 1 €    | 3 €          | 7 €    | 31 €   | 71 €    | 151 €   |

## 利用方法

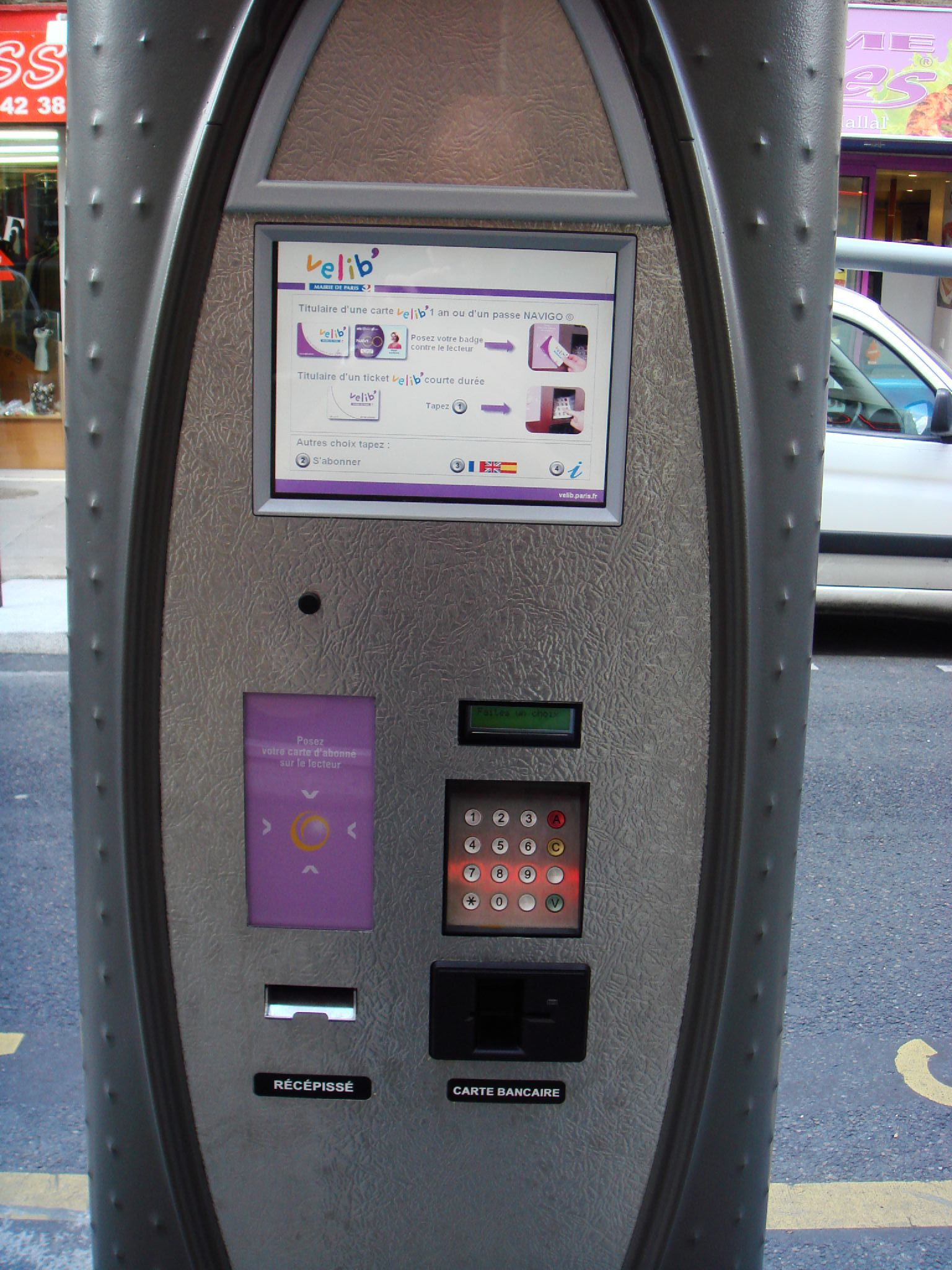
ボルヌ

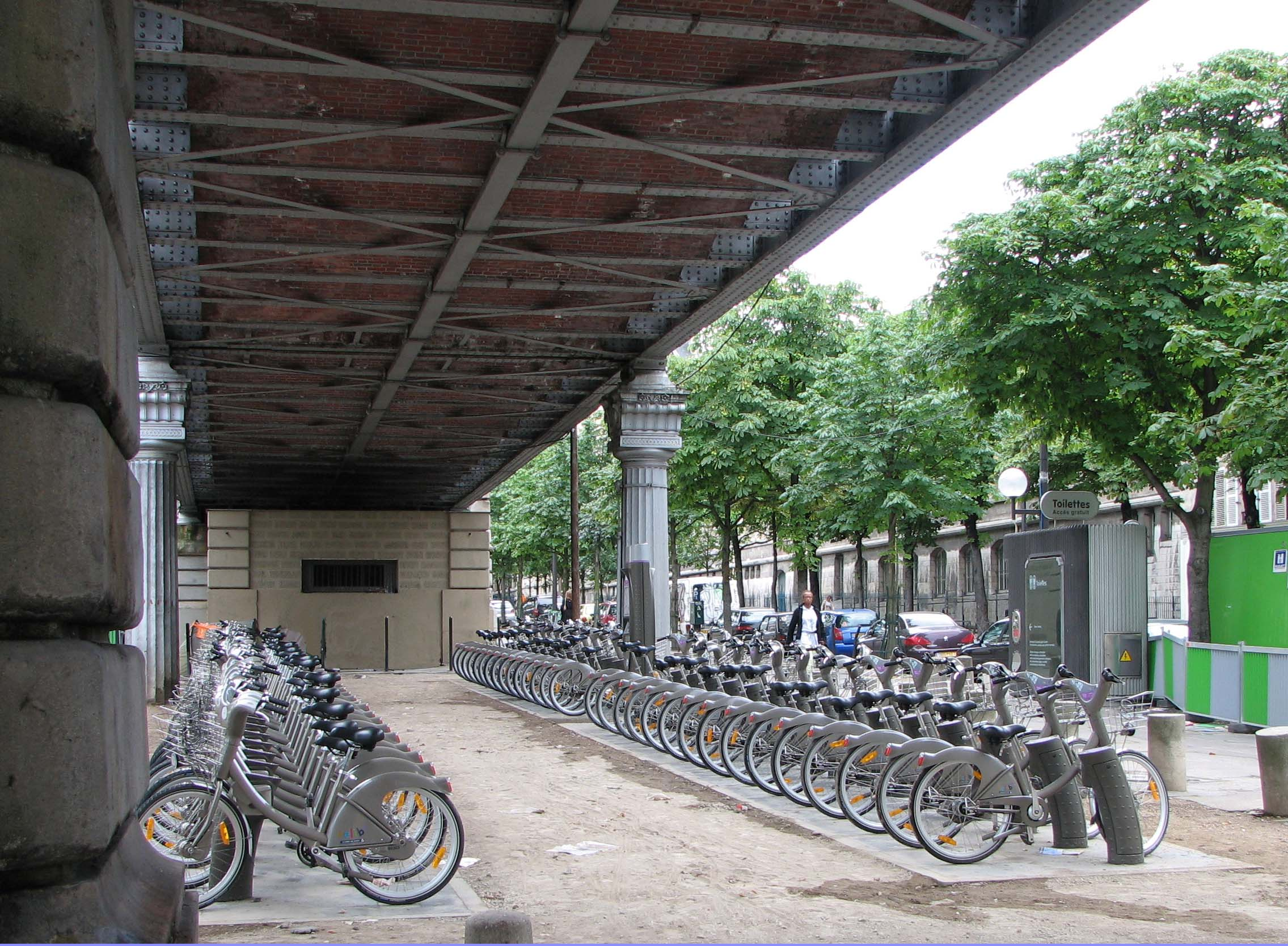
自転車が駐輪されているスタシオン

### 1日券及び1週間券 （券買）
自転車利用画面に自動的に切り替わる。ボルヌが表示する駐輪機Point d'attacheの中から任意の数字を選び、その数字の駐輪機のタッチボタンに触れるとランプが緑色からオレンジ色へ、次いで緑色の点滅になり自転車のロックが解除される。2回目以降は、自分の利用者コードと暗証番号を入力して自転車利用画面に進み、上記の手順を踏むことで再度利用が可能である。
利用後は必ずしも利用申請をしたスタシオンに返却する必要はなく、利用可能な任意の駐輪機（ランプは緑色になっていなければならない）へ返却することができる。駐輪機へ自転車を接続すると緑色のランプがオレンジ色へ、その後ビップ音を伴って緑色になり返却完了となる。

### NAVIGO利用者及び年間パス保持者
カルト・ヴェリブやチャージされたNAVIGOを持っている場合は、駐輪機にある読み取り機に直接カードを載せ、同ランプが緑色からオレンジ色に変わりロックが解除され自転車を引き抜くことが出来る。返却については1日券や1週間券の場合と同様である。なお、カルト・ヴェリブには、あらかじめ5ユーロをチャージしておかなければいけない。これは、チャージ分から超過料が徴収されるためである。チャージはクレジットカードを使って、ボルヌで行うことができる。また、前述の「Bonus V'+」への返却を重ねることで、このチャージを行う必要がなくなる。

### ボルヌ（利用端末）
ボルヌは、利用者登録・利用料の支払い・レンタル依頼・残りの時間や返却の確認・近くにあるスタシオンの利用状況など、ヴェリブに関することはすべて行えるようになっている。また、言語もフランス語だけではなく、英語とスペイン語にも対応している（フランス語・英語のみのボルヌもあり）。操作は画面を操作するタッチパネルではなく、画面の指示に従って、自分が希望する数字を下にある選択パネルで選ぶ。裏側には周辺の地図も取り付けられており、最寄りのスタシオンも確認することができる。フランス語・英語・スペイン語・ドイツ語・イタリア語・日本語の計6ヶ国語に対応しているボルヌもある。

### 利用制限
すべての市民が無条件に利用できるわけではない。レンタルでは、身長が150cm以上であることが条件になっており、13歳以下は利用不可、14～18歳までは保護者の承認が必要である。

### 万が一の場合の対応
Vélib'の利用には近年では少なくなったとは言え、トラブルが多々発生する。そのため、利用者用にAllo Vélib'と呼ばれるホットラインサービスが用意されている。基本的にはフランス語のみの対応だが、執拗にかけ直すことで英語での対応にも応えてくれる。トラブルの殆どは「”返却”がシステム内で認識されず、保証金150ユーロが引き落とされてしまう。」というもので、こういった問題を回避する為にも、返却時の緑ランプ点灯を確認する必用がある。もし、返却時に駐輪機(Point d'attache)のランプが赤になったり、誤って赤に点灯中の駐輪機あるいはスタシオンに返却してしまった場合は、必ずこのサービスに連絡し、返却をマニュアルで認識させることを怠ってはならない。Allo Vélib'の応答時間外や何かの理由でその場でオペレーターと連絡をとることが出来ない場合、返却したボルヌのID番号と駐輪機の番号、自転車のチェーンカバーに記されている自転車IDを控えておき、後日連絡をとることで一時的に返却されたことになり、購入したサービスの有効期限内であれば、確認され次第以前のようにレンタルを再開できる。ボルヌID

## 車両の特徴
デザイン
落ち着いた色調のグレーで、ダウンチューブ・アップハンドル・前カゴ付きと、日本の軽快車を思わせる構成になっている。有名デザイナーであるパトリック・ジュアンの手によるデザインである。
車体・フレーム
屋外に配備され不特定多数の市民が利用することから、比較的丈夫で、総重量約22kgという重いものになっている。サドルはレバーで簡単に調節できるようになっている。チェーンなど故障しやすい部分の周囲はガードで覆われている。
ブレーキ
ハンドルにブレーキが付けられている。なおオランダ式と呼ばれる、ペダルを逆に漕ぐことでブレーキをかけるタイプではない。
変速
坂道が多いパリの街に対応するため、3段変速のギアが付けられている。なお、この変速機は日本の自転車部品製造メーカーのシマノが製造したものである。
安全対策
安全な夜間運転のため、前後には自動的に点灯する安全灯、車輪には反射板が取り付けられている。前カゴには駐輪用のワイヤーケーブルが取り付けられていて、フレーム下部の穴に直接挿入することで鍵が引き抜ける方式になっている（鍵を再び鍵穴に挿入し時計方向に30°回すとワイヤーが抜ける）。ハンドル部分には、前述のホットラインサービスの電話番号や、使用上の注意点などが書かれている。フランスでは珍しい前カゴタイプとなっているのは、後ろに荷台を取り付けると、二人乗り運転を助長する恐れがあったためである。

## 運用上の課題

### 自動車交通量の削減効果
ヴェリブの導入によって本当に自動車の利用者が減るのか、といった意見がある。事実このシステムの先駆者であるリヨン市では自動車の交通量が激減したわけではない。従来からバスや地下鉄などといった公共交通機関を利用していた市民がこのシステムを利用するようになっただけではないか、との見方もある。

### 自転車の交通マナー、交通事故
自転車の利用者が増えることによりパリ市内の交通が混乱するのではないか、といった意見もある。フランス国内の交通規則では自転車は自転車専用道路、バスレーン(Couloir de bus)、車道のいずれかを走行しなければならず、歩道での走行は禁じられている。そのため自動車の運転手が自転車に多くの注意を払う必要が出てくる、というのである。これについては、逆に自動車の運転マナーを向上させる良い機会ともなる。加えて自転車の利用者のマナーを懸念する声もある。歩道での走行や一方通行の道路での逆走など、交通規則に違反している利用者が多いことも事実である（現行犯の場合は罰金刑）。今後の利用者の行動にゆだねられていると言えよう。
ヴェリブ利用者の交通事故については、2008年10月までに4件の死亡事故が発生している。

### 需要と自転車数の不均衡
利用の多い時間帯にはスタシオンの車両がすべて出払ってしまっていて借りられない、若しくは満車で返却できないというケースが生じることが多く、そのような際は最寄の他のスタシオンを探さなければならず、目的地への到着が大幅に遅れてしまうこともある。
その他、スタシオンの設置高度によるばらつきもある。例えばモンマルトルの丘の上にあるスタシオンは、降坂者の利用のみで空車になりやすいといった報道もあった。この件に関しての打開策として、ボーナスタイム（一回の返却に15分）が加算される(Bonus V'+)というシステムが2008年6月より施行されている。

### 車両の故障・盗難
最初の1年で約3,000台の自転車が故障や盗難で使用不能になったとされる。またパンク、ブレーキ不良、サドルが調節できない、チェーン切断等の故障車が多数配備されたままになっており、頻繁な維持管理の実施が課題である。利用の際には車両の状態を十分確認することが必要である。サドルが前後逆になってスタシオンに置かれた車両は故障しているサインとなっている。

## 類似のシステム
初期のものとしては、ポーツマス大学での1996年の「Bikeabout」が代表的である。
フランス国内では、2005年より導入されているリヨン（ヴェロヴ）、レンヌ、ストラスブールのほか、ヴェリブの成功に刺激されて、トゥールーズ、ナンシー、アミアン、ディジョン、カーン、ペルピニャン、オルレアン、ルーアン、ナント（ビクルー）へ広がりを見せている。
また2007年現在、他のヨーロッパの国々では、バルセロナ（Bicing）、ブリュッセル、コペンハーゲン、ストックホルム、パンプローナ（Cemusa）、OYBike、コール・ア・バイク（6都市）、コペンハーゲン・ヘルシンキ・アルハウス（CIOS）、ウィーンなどで同様のシステムが運用されている。
日本でも2009年10月から環境省とJTB首都圏が東京都丸の内で、社会実験を開始する。
2010年3月20日より、富山県富山市で登録制貸出自転車「アヴィレ」の運用を開始した。富山駅や西町など中心市街地23ヶ所（2019年現在）にステーションが設置されている。運営は、ヴェリブと同じくJCDecaux（ジェーシードゥコー）の子会社であるシクロシティが行なっている。シクロシティがヨーロッパ以外にコミュニティサイクルシステムを導入した初の事例となった。